# Pietro Bestetti
Pour les articles homonymes, voir Bestetti.
Pietro Bestetti, surnommé Pierino (né le 12 décembre 1898 à Pioltello, dans la province de Milan, en Lombardie et mort le 3 janvier 1936 à Milan) est un coureur cycliste italien. Professionnel de 1921 à 1931, il a notamment remporté deux étapes du Tour d'Italie. Il a également terminé deuxième de Paris-Roubaix en 1925. 
Son petit frère Angelo a lui aussi été coureur cycliste. 

## Palmarès
- 1917
  - 6e de Milan-San Remo
- 1919
  - Trois vallées varésines
- 1920
  -  Champion d'Italie sur route amateurs
  - Coppa del Grande
  - Coppa Calze Santagostino
- 1922
  - Coppa Cavacciocchi
  - Coppa Alessandria
  - Coppa Cavaciocchi
  - 6e de Milan-San Remo
- 1923
  - Tour du lac Léman
  - Coppa San Giorgio
  - 2e de Milan-Modène
  - 5e de Milan-San Remo
  - 7e du Tour de Lombardie
- 1924
  - Tour d'Ombrie
  - 4e de Milan-San Remo
  - 7e du Tour de Lombardie
- 1925
  - 3e étape du Tour d'Italie
  - 2e de Paris-Roubaix
  - 4e de Milan-San Remo
  - 7e du Tour d'Italie
- 1926
  - 10e étape du Tour d'Italie
  - 6e du Tour d'Italie
- 1928
  - 3e des Six Jours de Nice (avec Michael Damerow)
  - 8e de Milan-San Remo
- 1929
  - 3e de Rome-Naples-Rome
  - 8e du Tour de Lombardie
  - 9e de Milan-San Remo

## Résultats sur les grands tours

### Tour d'Italie
7 participations 
- 1922 : abandon
- 1923 : 12e
- 1925 : 7e, vainqueur de la 3e étape
- 1926 : 6e, vainqueur de la 10e étape
- 1927 : abandon
- 1929 : abandon
- 1931 : abandon